# Mosul (Dan Gabriel)
|  | No s'ha de confondre amb Mosul (Matthew Michael Carnahan). |

Mosul (en català: Mossul) és un thriller documental de 2019 sobre la batalla per a recuperar la segona ciutat més important d'Iraq, Mossul, de l'Estat Islàmic de l'Iraq i el Llevant (ISIL) de 2016 a 2017.
És la primera pel·lícula de Dan Gabriel com a director, que va treballar a la regió com a agent d'antiterrorisme de la CIA, i també va produir la pel·lícula. La pel·lícula se centra en les narracions creuades dels diversos grups ètnics iraquians que van participar en l'operació: tribus sunnites, milícies xiïtes, combatents cristians i forces peixmerga kurdes. Les imatges dels testimonis oculars van ser capturades durant nou mesos per un equip de càmeres integrat per diverses unitats de les forces iraquianes. La pel·lícula segueix al periodista iraquià Ali Maula que està integrat en la milícia, juntament amb la vídua de la guerra Um Hanadi, i el reclutador d'ISIS Nasser Issa. Uns altres que apareixen en les imatges de les entrevistes de Maula són el capità Alaa Atah de la Brigada de Resposta d'Emergència Iraquiana i el xeic "El Cocodril" Saleh.
Mossul es va estrenar al Festival Internacional de Cinema de Cleveland de 2019. La data oficial d'estrena per a la distribució digital és el 14 de maig de 2019, per Gravitas Ventures. La banda sonora original de la pel·lícula va ser composta pel productor de discos britànic Photek, nominat al Grammy. El documental té 86 minuts de durada. La partitura original va ser escrita per Photek.
Film Inquiry va escriure: «Arriscada, poderosa i honesta, la pel·lícula demana ser experimentada, discutida i recordada». Michael Rechtshaffen del Los Angeles Times va dir «encara que no és exactament un territori documental inexplorat, el conflicte de l'Iraq és retratat de manera molt suggeridora a 'Mosul'». Laura DeMarco va descriure a la pel·lícula com «una apassionant narració de la vida durant la 'guerra total'».
Rahul Desai de Film Companion va escriure: «basat en un aclamat article del New Yorker per Luke Mogelsen, Mosul té el cor coherent d'una pel·lícula de ficció i el cos brutal d'un documental».